# マリオカート64
『マリオカート64』（マリオカートろくじゅうよん、Mario Kart 64）は、任天堂が1996年12月14日に発売したNINTENDO 64用ゲームソフト。マリオカートシリーズの2作目で、発売当初はコントローラーブロスとセットで販売された。アメリカでは1997年2月10日、ヨーロッパでは1997年6月24日に発売された。
日本国内のNINTENDO 64用ゲームソフトで最多出荷本数を記録した。

## ゲーム内容
前作『スーパーマリオカート』と比べて、3Dによって立体感のある表現になったほか、対戦人数の上限が2人から4人へと増加した。
「?マーク（アイテムパネル）」は「アイテムボックス」に変更され、同じ場所で何度でもアイテムを取れるようになっている。1周の間にいくつも配置されているため、アイテム入手のチャンスが増えて逆転しやすくなった。
他にも「バック走行」や「スピンターン」、「ボタン長押しによるアイテムの装備」などのシステムや、コースが左右反転する隠しクラスが初めて実装された。一方でカートのスピードを上げる「コイン」や、「マリオGP」におけるカップ終了前のゲームオーバーは廃止されている。
「VS」に登場する妨害キャラクターは、本作では「ばくだんミニカー」に変更されている。また、「バトル」では先に脱落するとこの「ばくだんミニカー」に変化し、残っているプレイヤーに体当たりすることで一度だけ妨害できる。
「タイムアタック」では、本作から「トリプルキノコ」を所持している状態でスタートするようになった。「コントローラパック」を利用すると、直前の走り方をそっくり再現する「ゴースト」のデータを1つだけ保存することが可能。

## 他機種版
| No. | タイトル                      | 発売日                                    | 対応機種                      | 開発元 | 発売元 | メディア     | 備考 |
| --- | ----------------------------- | ----------------------------------------- | ----------------------------- | ------ | ------ | ------------ | ---- |
| 1   | マリオカート64                | 2007年1月26日 2007年1月29日 2007年1月30日 | Wii（バーチャルコンソール）   | 任天堂 | 任天堂 | ダウンロード |      |
| 2   | マリオカート64                | 2015年1月6日                              | Wii U（バーチャルコンソール） | 任天堂 | 任天堂 | ダウンロード |      |
| 3   | NINTENDO 64 Nintendo Classics | 2021年10月26日                            | Nintendo Switch               | 任天堂 | 任天堂 | ダウンロード |      |

## 開発
前作に引き続き、本作のディレクターは紺野秀樹が務めた。一方で、宮本茂ら前作の開発チームの大半は本作と並行して開発されていた『スーパーマリオ64』に流れてしまったため、紺野は別の部署に応援を依頼した。
本作で初めて3Dが取り入れられたものの、紺野はあまり3Dに詳しくなかったため苦労したと前述の対談の中で振り返っている。
NINTENDO 64というハードにおいて、キャラクターを3Dで表現すると処理が重くなるため、同時に8人の3Dキャラクターを画面上に表示させるということはできず、その代わりに様々なアングルから描いた絵を事前に用意し、それをアニメーションのように平面で表現するビルボードという手法が取られた。
ゲーム内の効果音に関してドップラー効果を導入したことで、離れたところにいるカートが起こしたアクションに対する音も、正しい位置で可能な限り鳴るようになった。